# HMS Sussex (1693)
Pour les autres navires du même nom, voir HMS Sussex.
Le HMS Sussex est un vaisseau de ligne à 80 canons anglais de 3e rang de la Royal Navy, perdu au large de Gibraltar lors d’une violente tempête survenue le 1er mars 1694.
Lancé le 11 avril 1693 dans les chantiers navals de Chatham Dockyard, le HMS Sussex a fait la fierté de la Royal Navy. En tant que navire amiral de l’amiral Sir Francis Wheler, il mit à la voile de Portsmouth le 27 décembre 1693, escortant une flotte de 48 navires de guerre et 166 navires marchands en Méditerranée.
Entrée en Méditerranée après une brève escale à Cadix, la flotte fut frappée par une violente tempête le 27 février près du détroit de Gibraltar. Le HMS Sussex coula au petit matin du troisième jour, tout l’équipage, à l’exception de deux « Turcs », trouvant la mort dans les flots, y compris l’amiral Wheler, dont le corps fut, selon la légende, retrouvé sur la rive orientale du rocher de Gibraltar dans sa chemise de nuit.
L’ampleur des noyades empêcha d’établir les causes exactes de la catastrophe, mais il a été noté que « la catastrophe semblait confirmer les soupçons déjà exprimées au sujet de l’instabilité inhérente des vaisseaux à 80 canons dotés de deux ponts seulement, comme le Sussex, et une troisième plate-forme serait ajoutée pour les nouveaux navires de cet armement. »
Outre le HMS Sussex, douze autres navires de la flotte coulèrent. Il y avait environ 1 200 blessés au total, dans ce qui reste l’une des pires catastrophes de l’histoire de la Royal Navy. De surcroit, dix tonnes d’or en pièces de monnaie, qui pourraient valoir aujourd’hui plus de 500 000 000 $, se trouvaient peut-être à son bord, ce qui en ferait l’une des épaves les plus précieuses en existence.